# マウムーン・アブドル・ガユーム
マウムーン・アブドル・ガユーム（ディベヒ語: މައުމޫނު   އަބްދުލް   ގައްޔޫމް; Maumoon Abdul Gayoom, 1937年12月29日 - ）は、モルディブの政治家。第二共和政第2代大統領。

## 来歴
マレに生まれる。カイロのアズハル大学卒業。
カイロ・アメリカン大学、ナイジェリアのアフマド・ベロ大学でイスラム学助手・講師。1971年帰国し、1972年海運局長、1974年には首相府特別補佐官に就任。1976年に国連の常駐代表、1977年運輸相を経て、1978年7月大統領選で当選し、11月11日就任。1980年には、イブラヒム・ナシル初代大統領率いるクーデター計画を防いでいる。
ガユームが権威主義体制に基づくアジア最長政権を維持し続けたのは、モルディブでは議会が大統領選挙の候補者を選出し、国民が信任投票を行う形をとっており、しかも議会が与党の独占状態だったからである。このため民主主義に反すると欧米を中心に非難され、2003年の大統領選挙直後から国内でもモハメド・ナシードらが創設したモルディブ民主党が中核となった民主化運動が起こり、圧力に抗しきれなくなったガユームは複数政党制を容認するに至った。
2008年10月29日、ガユームは大統領選挙でナシードに敗れ、30年にも及ぶ政権は終焉を迎えた。
2013年11月の大統領選挙で当選し、第6代大統領に就任したアブドゥラ・ヤミーン・アブドル・ガユームは異母弟にあたる。ヤミーンはその後、反体制派を投獄するなど強権的な態度で臨み、ガユームは主要な野党勢力と協力して反政府運動に参加。2018年2月5日に逮捕され、6月13日には政権転覆未遂事件の捜査を妨害した罪で禁錮19月の判決を言い渡された。